# NGC 6381
NGC 6381 is een spiraalvormig sterrenstelsel in het sterrenbeeld Draak. Het hemelobject werd op 7 juli 1885 ontdekt door de Amerikaanse astronoom Lewis A. Swift.

## Synoniemen
- UGC 10871
- IRAS 17266+6003
- MCG 10-25-38
- KCPG 518B
- ZWG 300.34
- KAZ 460
- KUG 1726+600B
- PGC 60321